# Tintenpatrone

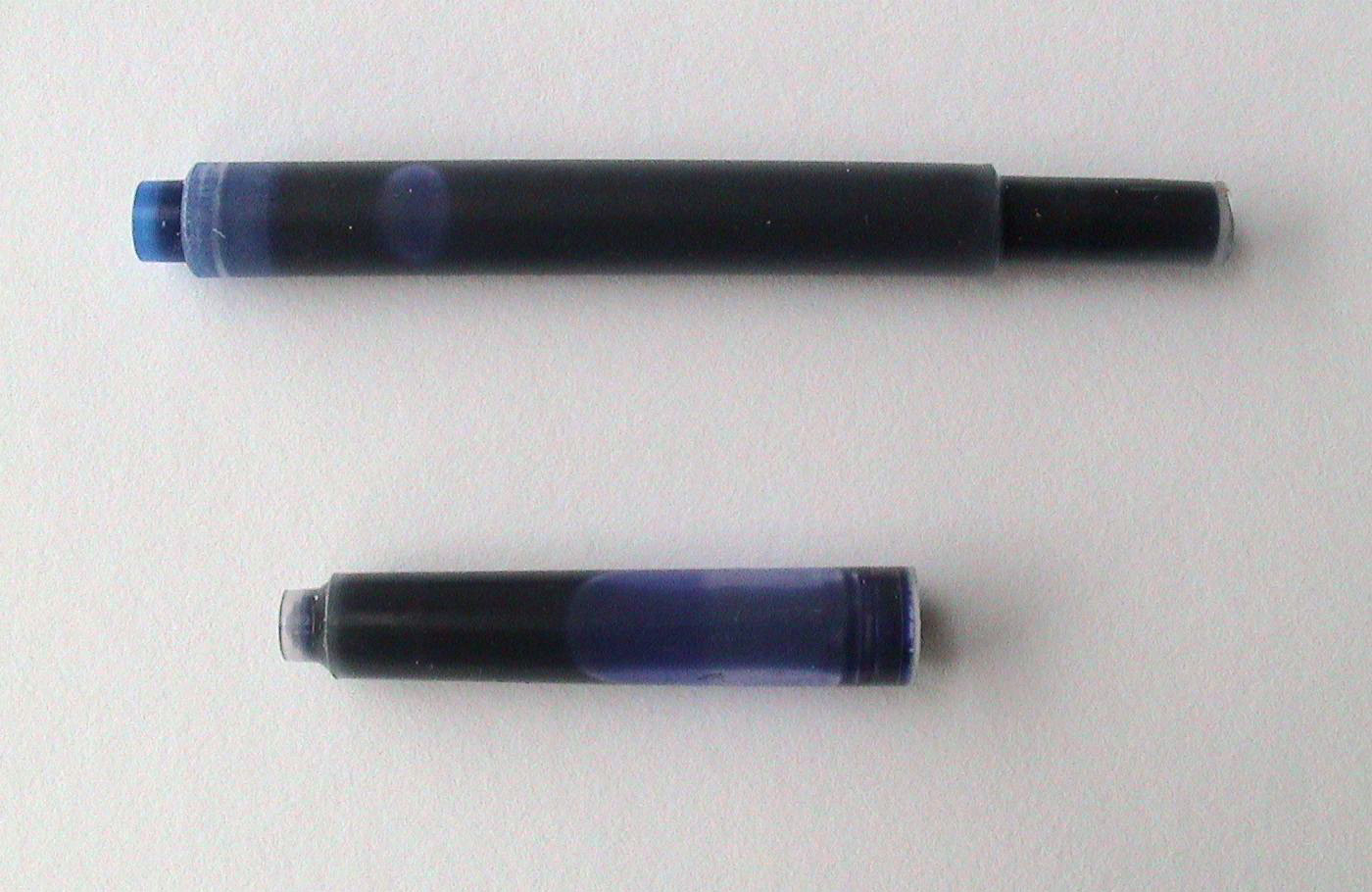
Verschiedene Tintenpatronen (oben: Lamy-Patrone, unten: Pelikan-Patrone)

Eine Tintenpatrone ist ein mit Tinte gefüllter Behälter, der in Füllfederhaltern eingesetzt wird und die für den Schreibvorgang notwendige Tinte liefert. 

## Füllfederhalter

### Funktion
Für Füllfederhalter werden eine oder beide Mündungen der zylindrischen Patronen nach dem Befüllen in der Fertigung durch eine dünne Membran, einen Stopfen oder eine kleine Kugel aus Glas oder Plastik verschlossen. Beim Einsetzen in das jeweilige (Schreib-)Gerät wird dieser Verschluss von dem Tintenleiter, der an dieser Stelle oft verstärkt ist, durchstochen oder in die Patrone hineingedrückt. Ein Druckausgleich für die ausfließende Tinte findet über den Tintenleiter statt.
Der Inhalt einer Standardpatrone beträgt ca. 1 ml. Im Schaft der meisten Füllfederhalter für Tintenpatronen ist Raum für zwei Patronen, wobei eine aktiv ist und die zweite Patrone eine schnell einsetzbare Reserve darstellt. Von manchen Herstellern werden außerdem Patronen angeboten, die etwa die doppelte Menge an Tinte aufnehmen können und den Platz der Reservepatrone mitbeanspruchen.

### Fabrikate
Bei Füllfederhaltern haben sich vor allem Parker- und Pelikan-kompatible Formate durchgesetzt, es existieren jedoch auch Tintenpatronen anderer Fabrikate wie z. B. Lamy, Montblanc, Pilot oder die inzwischen verschwundenen Geha-Patronen. Dabei ist die Kompatibilität von Patronen und Füllhaltern nicht immer ganz eindeutig.
Für Tuschefüller gibt es spezielle Tuschepatronen der verschiedenen Stifthersteller (z. B. Rotring oder Staedtler).
Neben der Standardtintenfarbe Blau sind auch etliche andere Farben erhältlich.

### Tintenkonverter

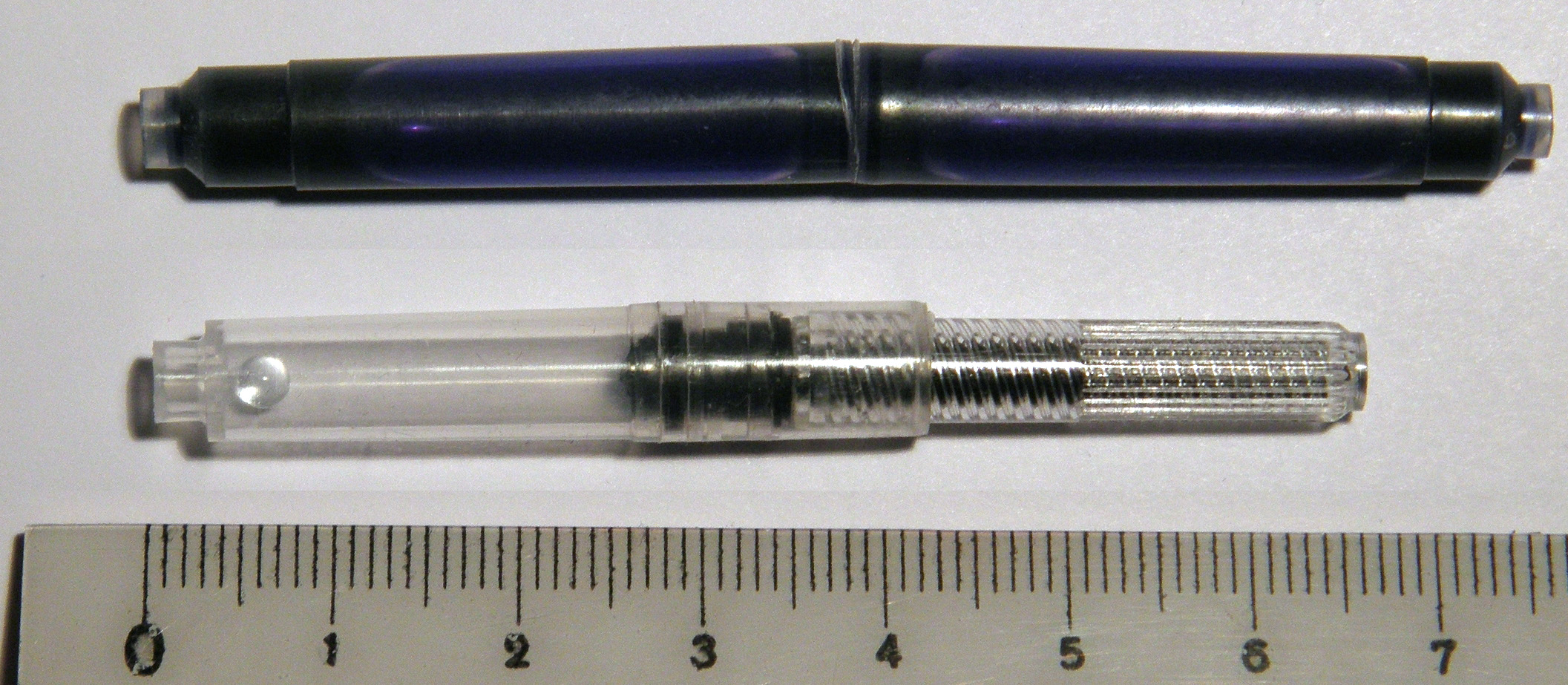
Tintenkonverter im Größenvergleich mit zwei Patronen

Es können auch Tintenkonverter eingesetzt werden. Damit können Patronenfüller zu Kolbenfüllfederhaltern umfunktioniert werden.
Mit einem kleinen Kolben wird die Tinte durch Drehen an einer Schraube mit gegenläufigem Gewinde z. B. aus einem Tintenfass in den Konverter gesaugt.
Auch zum Spülen werden Konverter eingesetzt. Dafür wird mehrfach Wasser mittels des eingesetzten Tintenkonverters durch das Vorderteil des Füllfederhalters mit Feder und Tintenleiter eingesaugt und wieder herausgedrückt.

### Wiederbefüllen
Neben der Nutzung vor allem im schulischen Bereich genießen Füllfederhalter bei Freunden handschriftlicher Texte ein hohes Ansehen; diverse Tintenhersteller bieten verschiedenste Farben an, die jedoch oft nur in Glasfässern geliefert werden. Neben Tintenkonvertern findet auch die Wiederbefüllung von gebrauchten Tintenpatronen Anwendung. Dazu werden mit Wasser ausgespülte Patronen, deren Anschluss unbeschädigt ist, direkt vor dem Einsetzen in den Füllfederhalter mittels Spritze und Kanüle mit der jeweiligen Tinte von Hand befüllt.